# Japón en los Juegos Olímpicos de Sochi 2014
Japón estuvo representado en los Juegos Olímpicos de Sochi 2014 por un total de 136 deportistas que compitieron en 15 deportes. Responsable del equipo olímpico fue el Comité Olímpico Japonés, así como las federaciones deportivas nacionales de cada deporte con participación.
La portadora de la bandera en la ceremonia de apertura fue la jugadora de curling Ayumi Ogasawara.

## Medallistas
El equipo olímpico japonés obtuvo las siguientes medallas:
| Nombre                                               | Deporte            | Competición                    |
| ---------------------------------------------------- | ------------------ | ------------------------------ |
| Oro                                                  |                    |                                |
| Yuzuru Hanyu                                         | Patinaje artístico | Individual M                   |
| Plata                                                |                    |                                |
| Akito Watabe                                         | Combinada nórdica  | Trampolín normal + 10 km M     |
| Noriaki Kasai                                        | Saltos en esquí    | Trampolín largo M              |
| Ayumu Hirano                                         | Snowboard          | Halfpipe M                     |
| Tomoka Takeuchi                                      | Snowboard          | Eslalon gigante paralelo F     |
| Bronce                                               |                    |                                |
| Ayana Onozuka                                        | Esquí acrobático   | Halfpipe F                     |
| Reruhi Shimizu Taku Takeuchi Daiki Ito Noriaki Kasai | Saltos en esquí    | Trampolín normal por equipos M |
| Taku Hiraoka                                         | Snowboard          | Halfpipe M                     |